# Issoria eda
Issoria eda är en fjärilsart som beskrevs av Hans Fruhstorfer 1904. Issoria eda ingår i släktet Issoria och familjen praktfjärilar. Inga underarter finns listade i Catalogue of Life.